# Стефан Тасев (революционер)
Стефан Иванов Тасев е български революционер, деец на Вътрешната македоно-одринска революционна организация и Вътрешната македонска революционна организация.

## Биография
Роден е в 1873 година костурското село Мокрени, тогава в Османската империя, днес Варико, Гърция. Влиза във ВМОРО и в 1896 – 1898 година е терорист в Одринска Тракия. В 1902 година става четник на Христо Чернопеев. През лятото на 1903 година взима участие в Илинденско-Преображенското въстание, като навлиза в Македония от София с голямата чета на Чернопеев, заедно с мокренците Стоян Ников, Димитър Стоянов и Дини Андреев, брат на Никола Андреев. Сражава се при Саса, Червен камък, Три китки (Китка), Голак, Оризари, в голямото сражение при Виница и при оттеглянето при Султан тепе, където загиват 20 четници.
На 15 март 1943 година, като жител на Варна, подава молба за българска народна пенсия, която е одобрена и пенсията е отпусната от Министерския съвет на Царство България.